# Taidžin kjófušó
Taidžin kjófušó je specifický syndrom vyskytující se u japonské populace. Původ názvu tohoto syndromu byl odvozen z šó – porucha, kjófu – strach a taidžin – mezilidské vztahy. Lidé s touto poruchou mají strach z toho, jak jejich tělo a jeho funkce vnímají lidé okolo. Často se za své tělo a jeho funkce stydí. Někteří se zaměřují na strach z vlastního pachu, druzí na způsob jak se pohybují nebo i svůj vzhled. Strach je z větší části psychický, osoby trpící tímto syndromem se často bojí, že jejich postoje, chování, víra nebo názory jsou odlišné od ostatních. Nechtějí druhé lidi obtěžovat, urážet svým vzhledem. Tento syndrom není znám ze západní zemí. Východní země jsou více kolektivní a proto lidé mají více sklony k tomu řešit jak jejich individuální znaky přispívají či škodí společnosti.
Symptomy:
- panické záchvaty
- potíže s dýcháním
- bušení srdce
- pocit paniky

Tato porucha je často způsobena citovým traumatem nebo vzniká jako obranný psychický mechanismus. Je běžnější u mužů než u žen a postihuje 10–20 % japonské populace. Za obdobu tohoto syndromu v západních zemích lze považovat syndrom vlastního zápachu.